# Aston Martin DBX

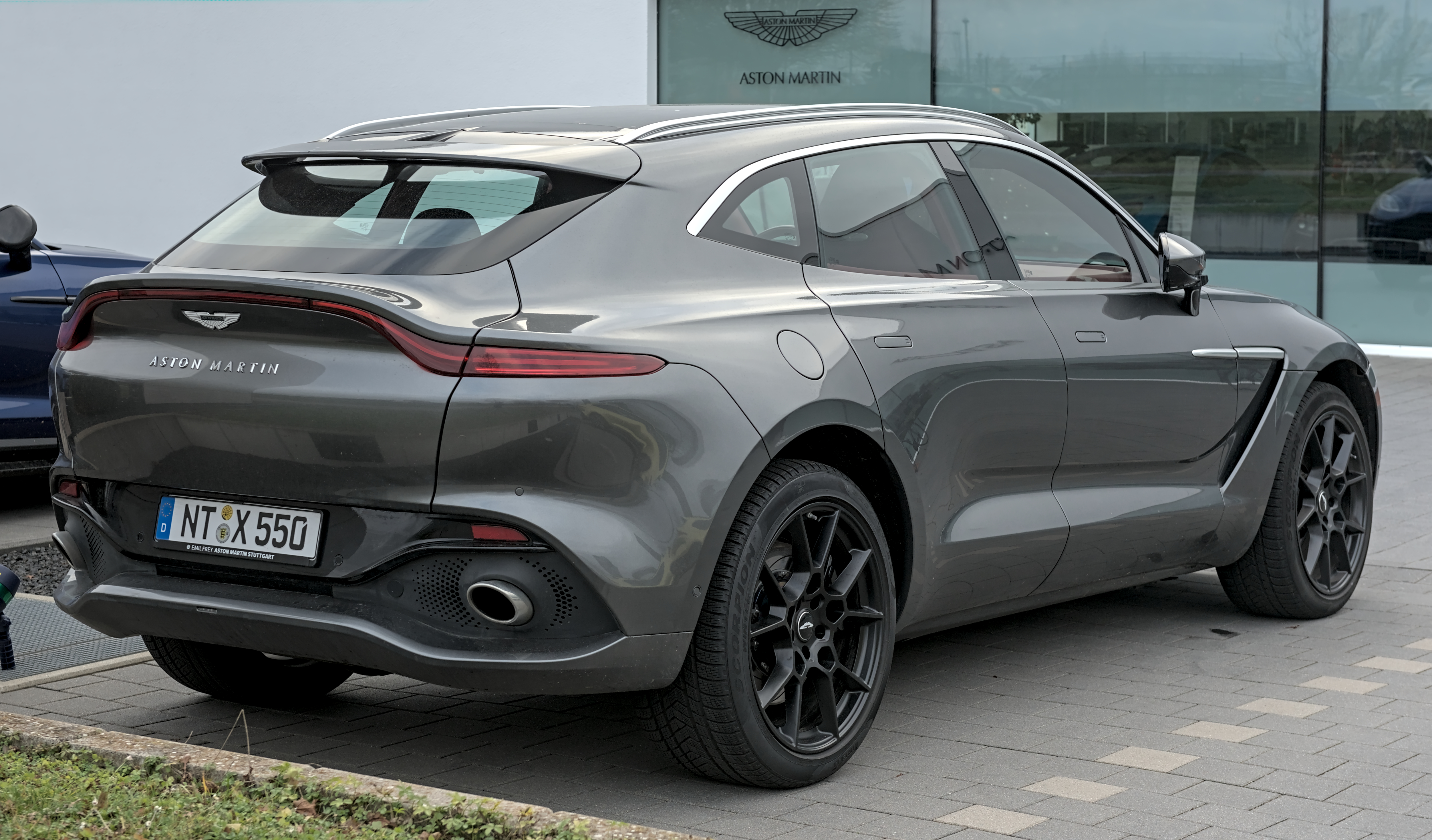
Heckansicht

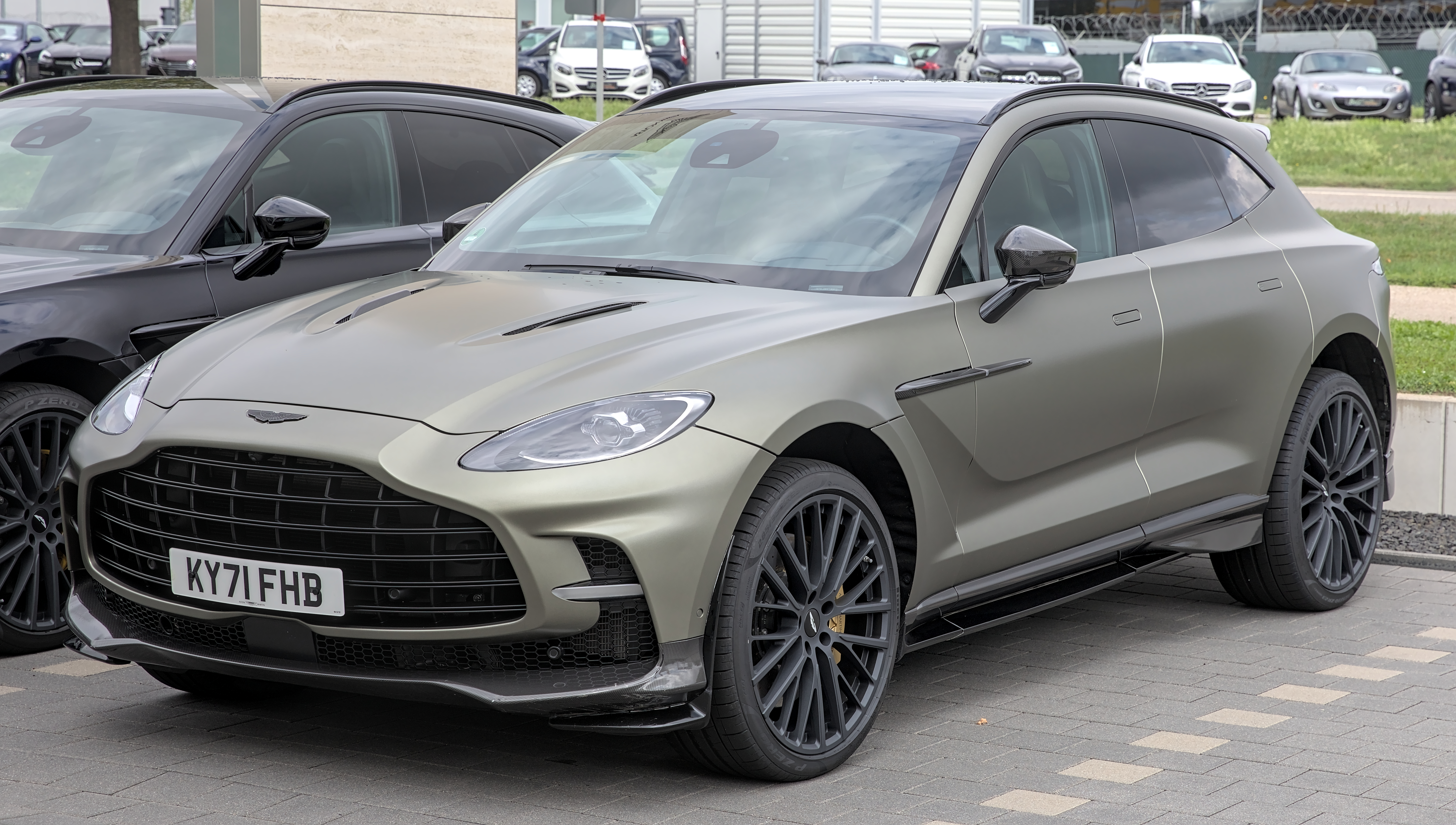
Aston Martin DBX707 (seit 2022)

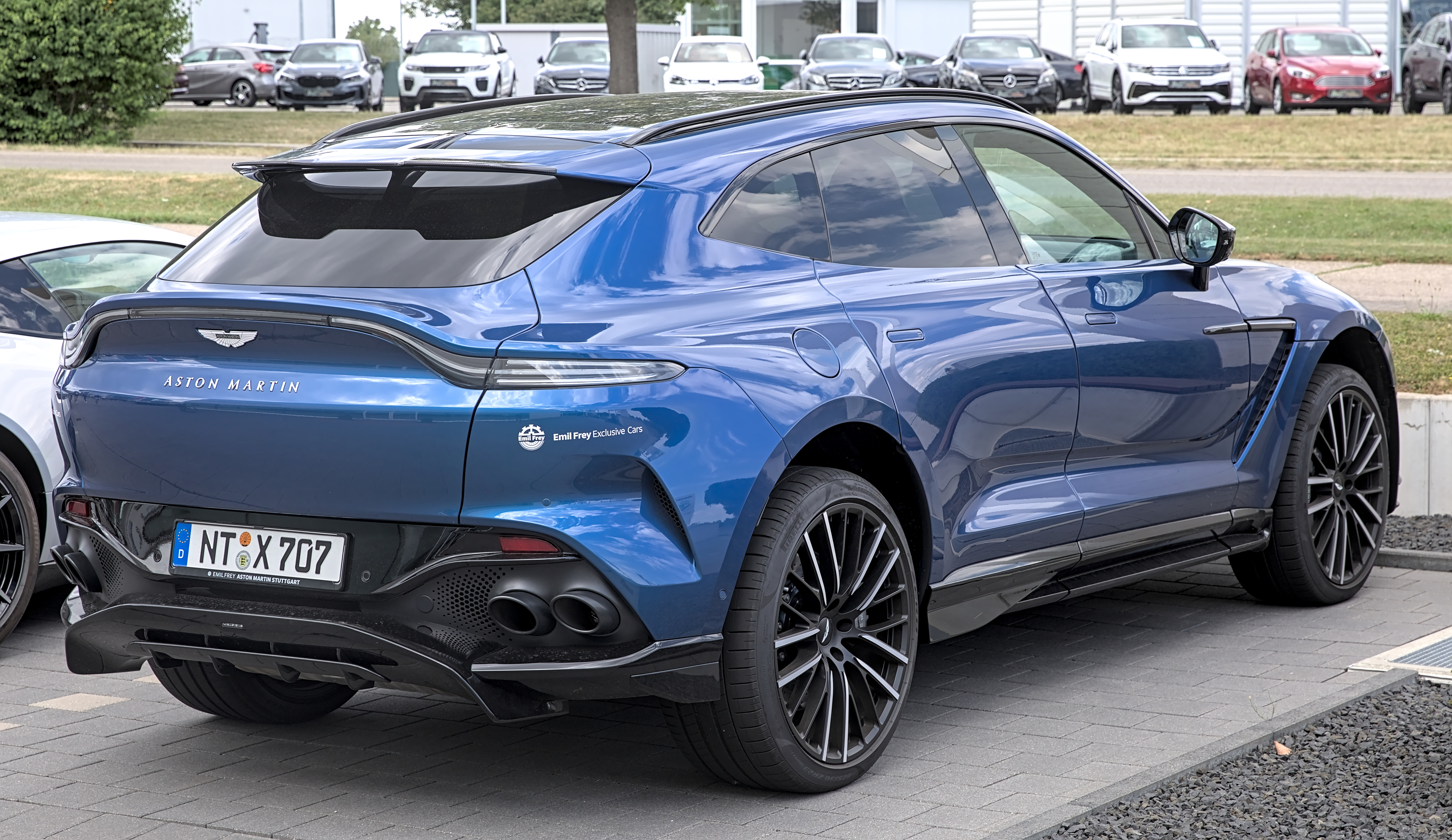
Heckansicht

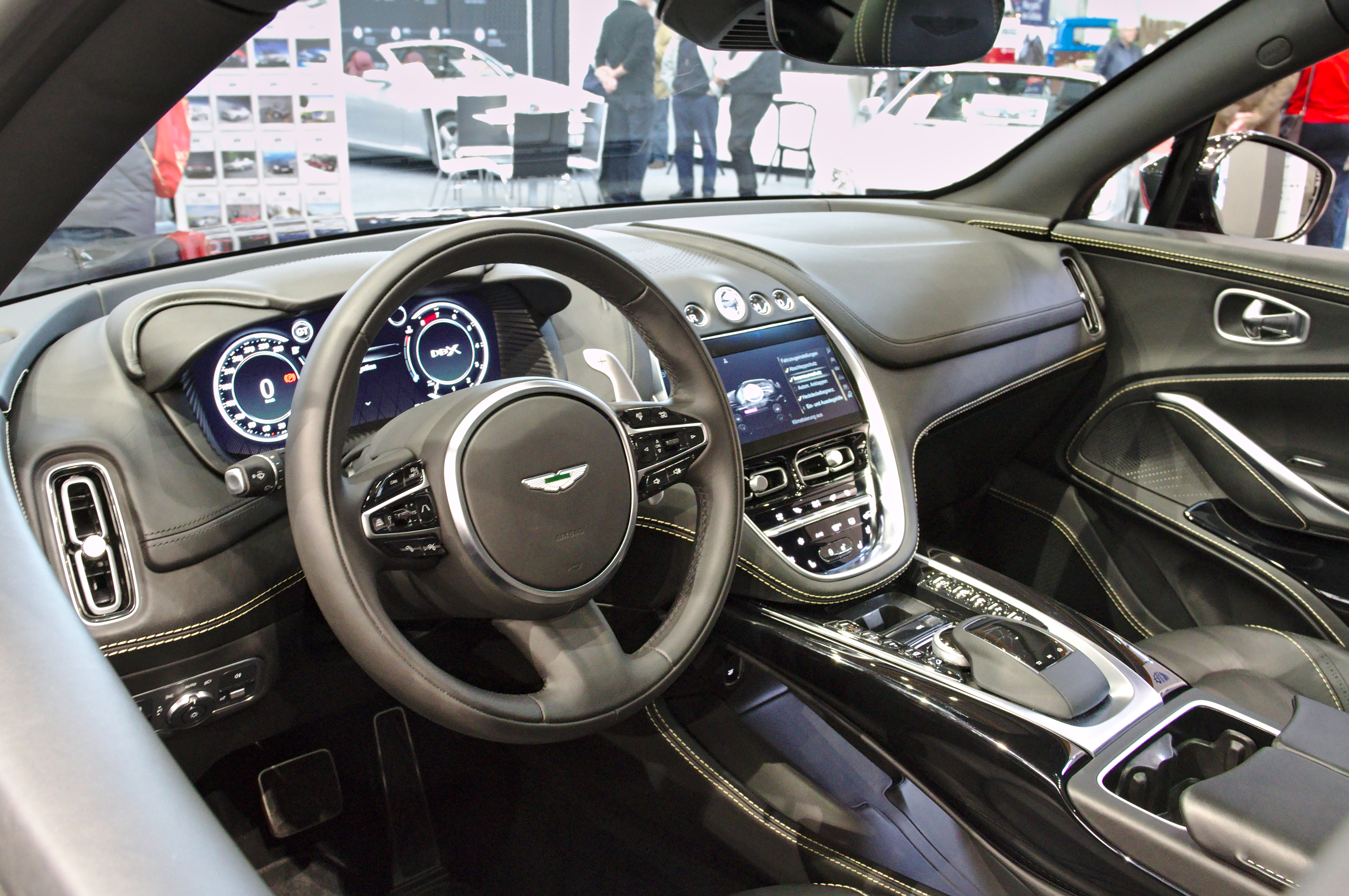
Innenansicht

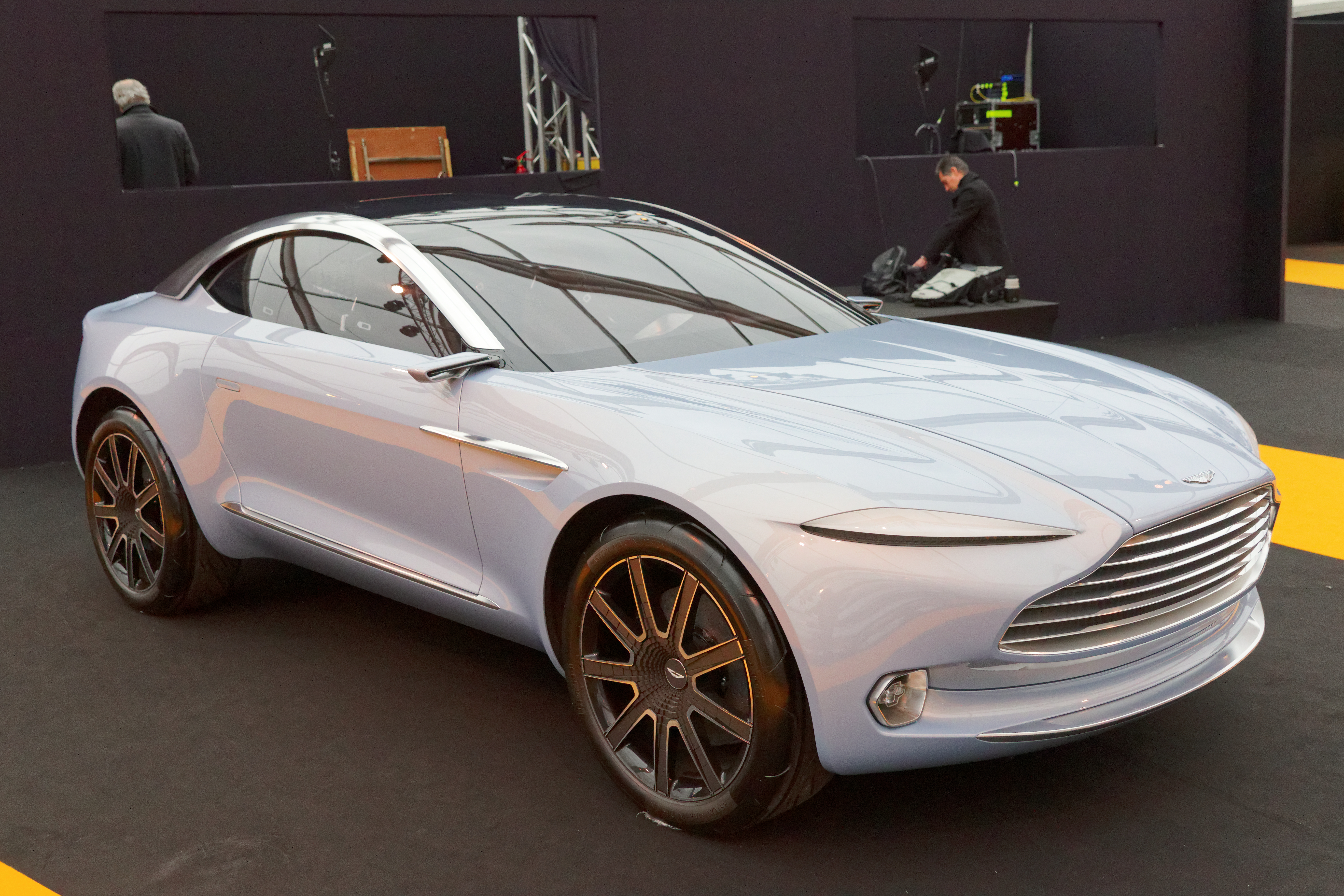
Aston Martin DBX Concept (2015)

Der Aston Martin DBX ist das erste Sport Utility Vehicle und der erste Fünfsitzer des britischen Automobilherstellers Aston Martin.

## Geschichte
Bereits auf dem Genfer Auto-Salon 2015 präsentierte Aston Martin mit dem DBX Concept einen ersten Ausblick auf ein SUV-Modell der Marke. Offiziell vorgestellt wurde das Serienmodell am 20. November 2019 in Peking. Im Frühjahr 2020 wurden die ersten Fahrzeuge den Kunden übergeben. Zum Marktstart war zunächst das auf 500 Exemplare limitierte Sondermodell „1913 Package“ verfügbar.
Für das Fahrzeug wurde ab 2017 ein zweites Aston Martin-Werk in walisischen St. Athan gebaut. Dort sollen jährlich bis zu 5000 DBX produziert werden.
Seit der Formel-1-Saison 2021 wird ein DBX als Medical Car genutzt.
Mit dem DBX folgt Aston Martin dem Trend, dass Luxus- und Sportwagenhersteller einen SUV auf den Markt bringen. Als weitere Hersteller zu nennen sind hier unter anderem Porsche ab 2002 mit dem Cayenne sowie ab 2014 mit dem Macan, Bentley und Maserati ab 2016 mit dem Bentayga bzw. Levante, Lamborghini ab 2018 mit dem Urus oder Rolls-Royce ab 2019 mit dem Cullinan.

## Technische Daten
Angetrieben wird das SUV vom aus dem Vantage bekannten Vierliter-V8-Ottomotor des Typs M 177, der von AMG zugeliefert wird und auch im Mercedes-AMG GT zum Einsatz kommt. Im DBX leistet der Motor 405 kW (550 PS) und soll das Fahrzeug in 4,5 Sekunden auf 100 km/h beschleunigen. Die Höchstgeschwindigkeit gibt Aston Martin mit 291 km/h an. Ende 2021 folgte der Sechszylinder-Reihenmotor des Typs M 256, der unter anderem schon im Mercedes-AMG GLE 53 zum Einsatz kommt. Er wird ausschließlich in China vermarktet. Als vorläufiges Topmodell der Baureihe folgte 2022 der 520 kW (707 PS) starke DBX707. Den gleichen Motor nutzt der DBX S, der im April 2025 vorgestellt wurde.
|                                | DBX Straight Six 1        | DBX                         | DBX707               | DBX S                |
| Bauzeitraum                    | seit Herbst 2021          | Frühjahr 2020–Frühjahr 2024 | seit Frühjahr 2022   | ab Herbst 2025       |
| Motorkenndaten                 |                           |                             |                      |                      |
| Zylinder/Motorbauart           | Sechszylinder-Reihenmotor | Achtzylinder-V-Motor        | Achtzylinder-V-Motor | Achtzylinder-V-Motor |
| Motoraufladung                 | Turbolader                | Bi-Turbolader               | Bi-Turbolader        | Bi-Turbolader        |
| Ventile                        | 24                        | 32                          | 32                   | 32                   |
| Hubraum                        | 2999 cm³                  | 3982 cm³                    | 3982 cm³             | 3982 cm³             |
| Verdichtung                    | 10,5 : 1                  | 8,6 : 1                     | 8,6 : 1              | 8,6 : 1              |
| max. Leistung bei min−1        | 320 kW (435 PS)/5900–6100 | 405 kW (550 PS)/6500        | 520 kW (707 PS)/6000 | 535 kW (727 PS)/6250 |
| max. Drehmoment bei min−1      | 520 Nm/1800–5500          | 700 Nm/2200–5000            | 900 Nm/2600–4500     | 900 Nm/3000–5250     |
| Kraftübertragung               |                           |                             |                      |                      |
| Antrieb                        | Allradantrieb             | Allradantrieb               | Allradantrieb        | Allradantrieb        |
| Getriebe                       | 9-Stufen-Automatik        | 9-Stufen-Automatik          | 9-Stufen-Automatik   | 9-Stufen-Automatik   |
| Messwerte                      |                           |                             |                      |                      |
| Beschleunigung 0–100 km/h      | 5,4 s                     | 4,5 s                       | 3,3 s                | 3,3 s                |
| Höchstgeschwindigkeit vmax     | 259 km/h                  | 291 km/h                    | 310 km/h             | 310 km/h             |
| Leergewicht (DIN)              | k. A.                     | 2245 kg                     | 2245 kg              | 2245 kg              |
| Anhängelast                    | k. A.                     | 2700 kg                     | 2700 kg              | 2700 kg              |
| Tankinhalt                     | 85 l                      | 85 l                        | 87 l                 | 87 l                 |
| EU-Normverbrauch/100 km (WLTP) | 10,5 l                    | 14,3 l                      | 14,2 l               |                      |
| CO2-Ausstoß (WLTP)             | k. A.                     | 323 g/km                    | 323 g/km             | 323 g/km             |

## Sondermodelle

### DBX by Q
Auf dem Genfer Auto-Salon 2020 sollte die Spezialabteilung Q von Aston Martin den DBX als Sondermodell vorstellen. Wegen der COVID-19-Pandemie wurde der Auto-Salon aber am 28. Februar 2020 abgesagt, weshalb die Premiere am 4. März 2020 im britischen Stammwerk von Aston Martin in Gaydon erfolgte. Der DBX by Q hat eine graue Sonderlackierung und ein Interieur aus kohlenstofffaserverstärktem Kunststofflaminat. Technisch werden keine Veränderungen vorgenommen.

### Bowmore Edition
Das auf 18 Exemplare limitierte Sondermodell Bowmore Edition wurde am 7. Dezember 2020 vorgestellt. Es entstand in Zusammenarbeit mit der schottischen Whiskybrennerei Bowmore. Kunden sollen ihr Fahrzeug in Edinburgh entgegennehmen und anschließend während eines dreitägigen Roadtrips durch Schottland testen können. Dabei ist auch eine Führung durch die Whiskybrennerei geplant. Antriebsseitig werden keine Änderungen vorgenommen.

### AMR23 Edition

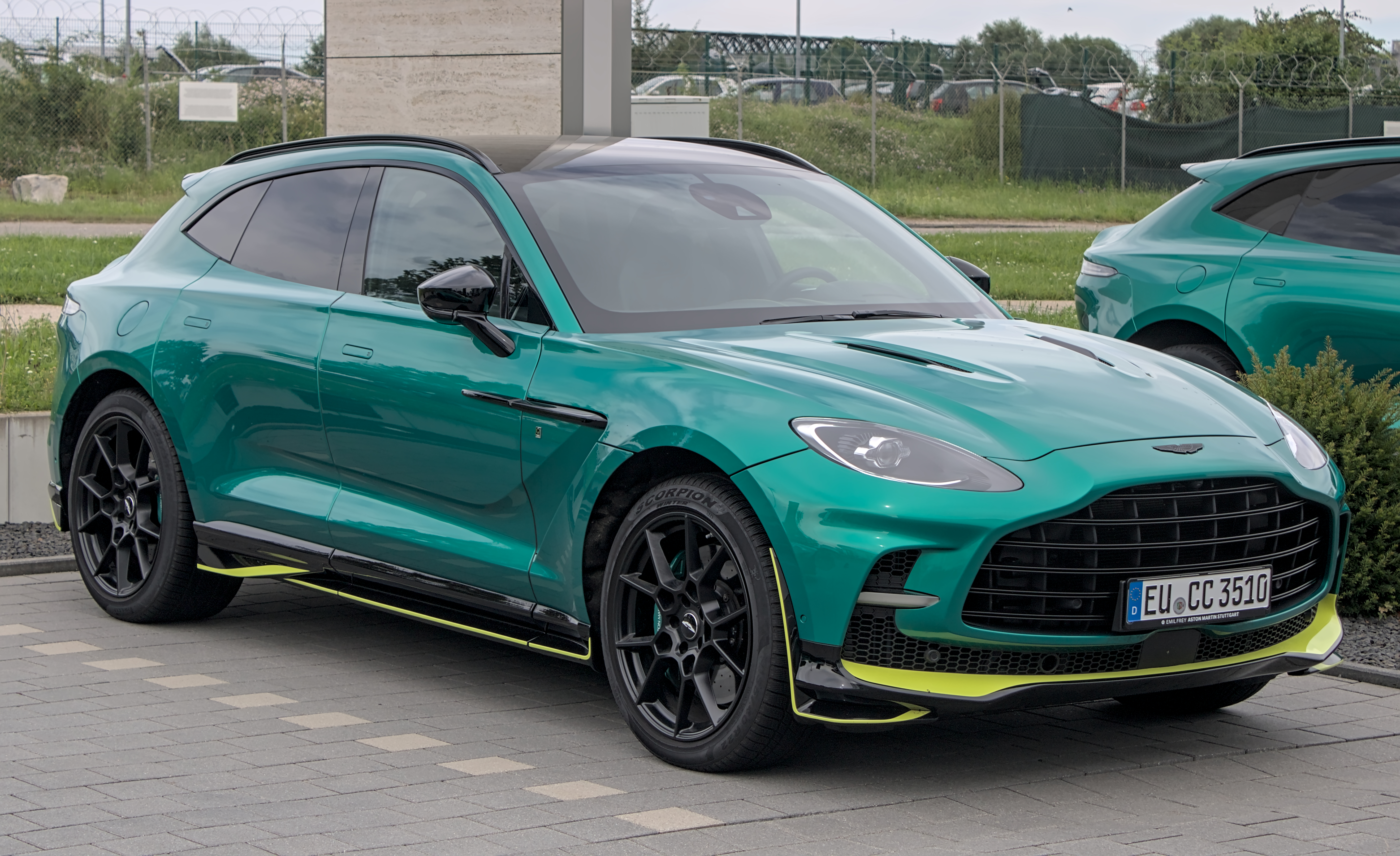
Aston Martin DBX707 AMR23 Edition (2023)

Wegen der Erfolge zum Auftakt der Formel-1-Weltmeisterschaft 2023 wurde im Mai 2023 das Sondermodell AMR23 Edition auf Basis des 707 vorgestellt. Die Lackierung ist an den Rennwagen Aston Martin AMR23 angelehnt und wurde von der Spezialabteilung Q entwickelt.

### AMR24 Edition
Anlässlich der Formel-1-Weltmeisterschaft 2024 wurde ein weiteres Sondermodell auf Basis des 707 vorgestellt. Optisch soll es den Rennwagen Aston Martin AMR24 zitieren.

## Zulassungszahlen in Deutschland
Seit dem Marktstart bis einschließlich Dezember 2024 sind in der Bundesrepublik Deutschland insgesamt 752 Aston Martin DBX neu zugelassen worden. Mit 260 Einheiten war 2023 das erfolgreichste Verkaufsjahr.
|  |

|  |

|  |

|  |

|  |

|  |

|  |

|  |

|  |

|  |

|  |

|  |

|  |

|  |

|  |

|  |

|  |

|  |

|  |

|  |

|  |

|  |

|  |

|  |

|  |

|  |

|  |

|  |

|  |

|  |

|  |

|  |

|  |

|  |

|  |

|  |

|  |

|  |

|  |

|  |

|  |

|  |

|  |

|  |

|  |

|  |

|  |

|  |

|  |

|  |

|  |

|  |

|  |

|  |

|  |

|  |

|  |

|  |

|  |

|  |

|  |

|  |

|  |

|  |

|  |

|  |

|  |

|  |

|  |

|  |

|  |

|  |

|  |

|  |

|  |

|  |

|  |

|  |

|  |

|  |

|  | Benziner (752) |

|  | Benziner (752) |